# Vicenza (provins)
Vicenza är en provins i regionen Veneto i Italien. Vicenza är huvudort i provinsen. Provinsen bildades 1815 efter Wienkongressen när området blev del av Kungariket Lombardiet-Venetien som 1866 tillföll Kungariket Italien i Pragfreden.
Motorvägar i regionen är A4 som går mellan Turin - Trieste och A31 som går mellan Piovene Rocchette - Vicenza.

## Administration
Provinsen Vicenza är indelad i 116 comuni, kommuner, se lista över kommuner i provinsen Vicenza.
| Datum            | Ny kommun         | Kommuner som upphörde                                               |
| ---------------- | ----------------- | ------------------------------------------------------------------- |
| 17 februari 2017 | Val Liona         | Grancona och San Germano dei Berici                                 |
| 17 februari 2018 | Barbarano Mossano | Barbarano Vicentino och Mossano                                     |
| 30 januari 2019  | Valbrenta         | Campolongo sul Brenta, Cismon del Grappa, San Nazario och Valstagna |
| 20 februari 2019 | Colceresa         | Mason Vicentino och Molvena                                         |
| 20 februari 2019 | Lusiana Conco     | Conco och Lusiana                                                   |

## Världsarv i provinsen
- Staden Vicenza och Palladios byggnader i Veneto är världsarv sedan 1994 och 1996.